# “Heroes” (David-Bowie-Lied)

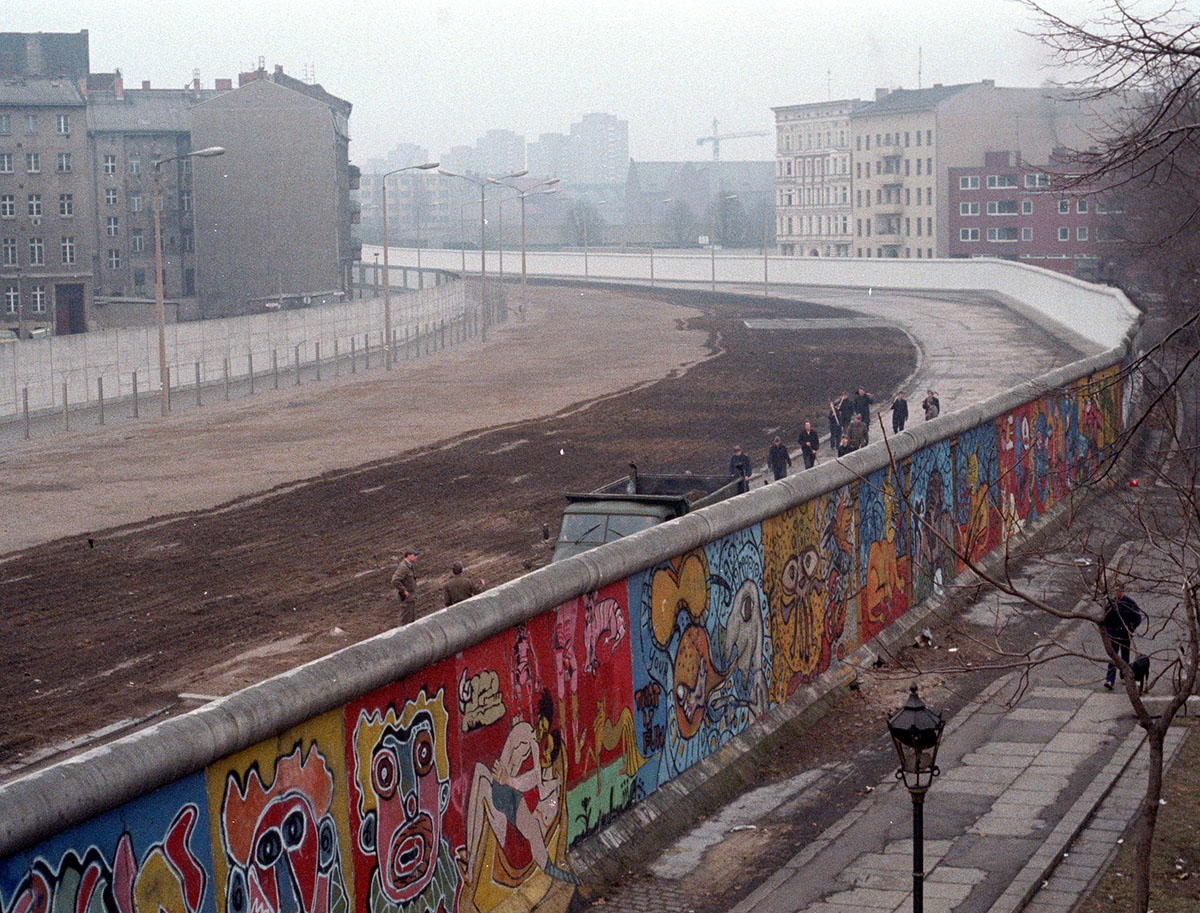
Die Berliner Mauer inspirierte das Stück, eine Mauer stellt ein wichtiges Element des Textes dar

“Heroes” ist ein Rocksong von David Bowie. Das 1977 erschienene Stück handelt von zwei Liebenden, die im Schatten der Berliner Mauer zusammenkommen. Der Titel entstand in West-Berlin als Teil von Bowies Berlin-Trilogie.

## Entstehung

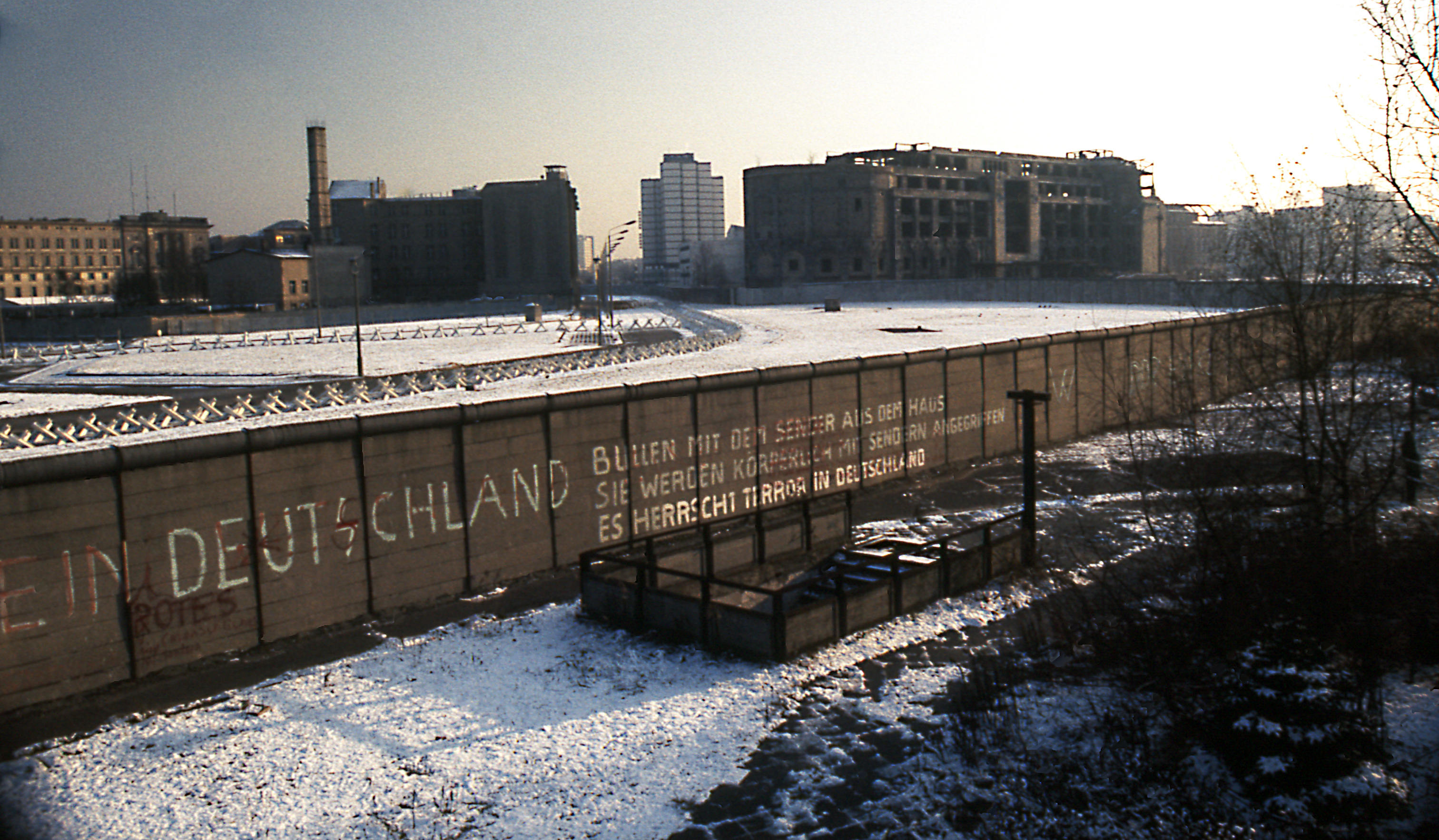
Berliner Mauer am Potsdamer Platz (Blickrichtung Stresemannstraße) 1975, das Hansa-Tonstudio befindet sich hinter der Ruine vom Haus Vaterland in der rechten Bildhälfte

Das von Bowie und Brian Eno geschriebene Stück wurde von Bowie und Tony Visconti produziert. Es erschien sowohl als Single als auch als Titelstück des gleichnamigen Albums. Der Song wurde zusätzlich sowohl in einer deutschen Version als “Heroes”/„Helden“ aufgenommen wie auch in einer französischen als “Heroes”/„Héros“. Das Lied ist ein Produkt von Bowies Berliner Periode. Die Anführungszeichen sind Teil des Songtitels und sollten eine gewisse ironische Distanz zum romantisch-pathetischen Songtext ausdrücken.
Die Aufnahmen entstanden zwischen Juli und August 1977 im Hansa-Tonstudio 2, das sich knapp 200 Meter von der Berliner Mauer entfernt befand und als Studio by the wall eine besondere Bedeutung in der Musikgeschichte einnahm. Vom Sitz des Produzenten aus sah man direkt auf einen Wachtturm der DDR-Grenztruppen und laut Iggy Pop, der dort im selben Jahr Lust for Life aufnahm, winkten die Grenzsoldaten gelegentlich hinunter ins Studio.
Prägende Inspiration für das Lied war laut Bowie zum einen ein Gemälde von Otto Mueller mit einem ähnlichen Motiv, zum anderen der Anblick eines Liebespaares, das sich im Schatten der Mauer küsste. Produzent Tony Visconti nahm für sich in Anspruch, das Bild erzeugt zu haben, als er die Sängerin Antonia Maaß umarmte und Bowie zufällig aus dem Fenster der Hansa-Studios schaute. Bowie beschrieb die Szene im November 1977 im New Musical Express so:

„Da ist eine Mauer neben dem Studio. Sie ist ungefähr 20 bis 30 Meter entfernt vom Studio, der Regieraum schaut direkt drauf. Ein Geschützturm thront auf der Mauer, in dem die Wachposten sitzen, und jeden Mittag trafen sich ein Junge und ein Mädchen darunter. Sie hatten eine Affäre. Und ich dachte: Von all den Orten, an denen man sich in Berlin treffen kann, warum sucht man sich da ausgerechnet eine Bank unter einem Wachturm an der Mauer aus?“

Unmittelbar nach der Veröffentlichung sagte Bowie, bei den Protagonisten des Liedes handele es sich um ein unbekanntes Paar, aber laut Visconti, der zu dieser Zeit mit Mary Hopkin verheiratet war, gab Bowie dies nur vor, um ihn zu schützen. Bowie bestätigte dies 2003. Antonia Maaß, die damals selbst mit ihrer Jazz-Rock-Band Messengers ebenfalls im Hansa-Studio aufnahm, sagte jedoch, dass ihre Affäre mit Visconti noch gar nicht begonnen habe, als der Song entstand.

## Musik und Text

### Titel
Der Titel ist eine Anspielung auf das 1975 veröffentlichte Stück Hero vom Album Neu! ’75 der deutschen Krautrock-Band Neu!, die von Bowie und Eno bewundert wurde. Es war eine der ersten Aufnahmen des Albums, blieb aber bis zum Ende der Produktion rein instrumental.

### Musik
“Heroes” ist eine Mischung aus poppigen Hooklines und einer melodiösen Stimmführung vor einem durch Progressive Rock beeinflussten Synthesizer und Avantgarde-beeinflussten Sounds und Tonveränderungen der Musik. Die von Bowie und Eno geschriebene Musik ist ein wellenförmiges Auf- und Abschwellen von brummenden Gitarren, Perkussion und Synthesizer, das oft mit dem Wall-of-Sound-Effekt von Phil Spector beschrieben wurde. “Heroes” ist auch beeinflusst von dem Lied Marcella, geschrieben von Brian Wilson, Jack Rieley und Tandy Almerund und 1972 veröffentlicht auf dem Beach-Boys-Album Carl and the Passions – „So Tough“.
Der Basistrack des Stücks besteht aus einem konventionellen Arrangement von Klavier, Bass, Gitarre und Schlagzeug; aber die musikalischen Beigaben sind markant. Sie bestehen hauptsächlich aus Synthesizer-Stücken von Eno, einem niedrigfrequenten Brummen mit Taktfrequenzen von drei Oszillatoren, damit ein Flattereffekt entsteht. Der King-Crimson-Gitarrist Robert Fripp erzeugte einen ungewöhnlichen Sound durch ein Feedback seiner Gitarre in verschiedenen Positionen im Raum, um eine Modulation des Feedbacks zu steuern. Das Instrumentalsolo vor der zentralen Delphin-Strophe lehnt sich dabei eng an Emerson, Lake and Palmers Song Lucky Man an.
Visconti installierte ein System von drei Mikrofonen, eines etwa 23 cm von Bowie entfernt, eines in sechs Meter und ein weiteres in 15 Meter Entfernung. Für die leisen Teile des Liedes wurden zunächst nur die beiden in Bowies Nähe angesteuert – und für die lauteren Teile, so dass Hall und Umgebung entstand, alle drei. Die Akustik ähnelt einer Echokammer mit charakteristischem Nachhall-Effekt.

### Text

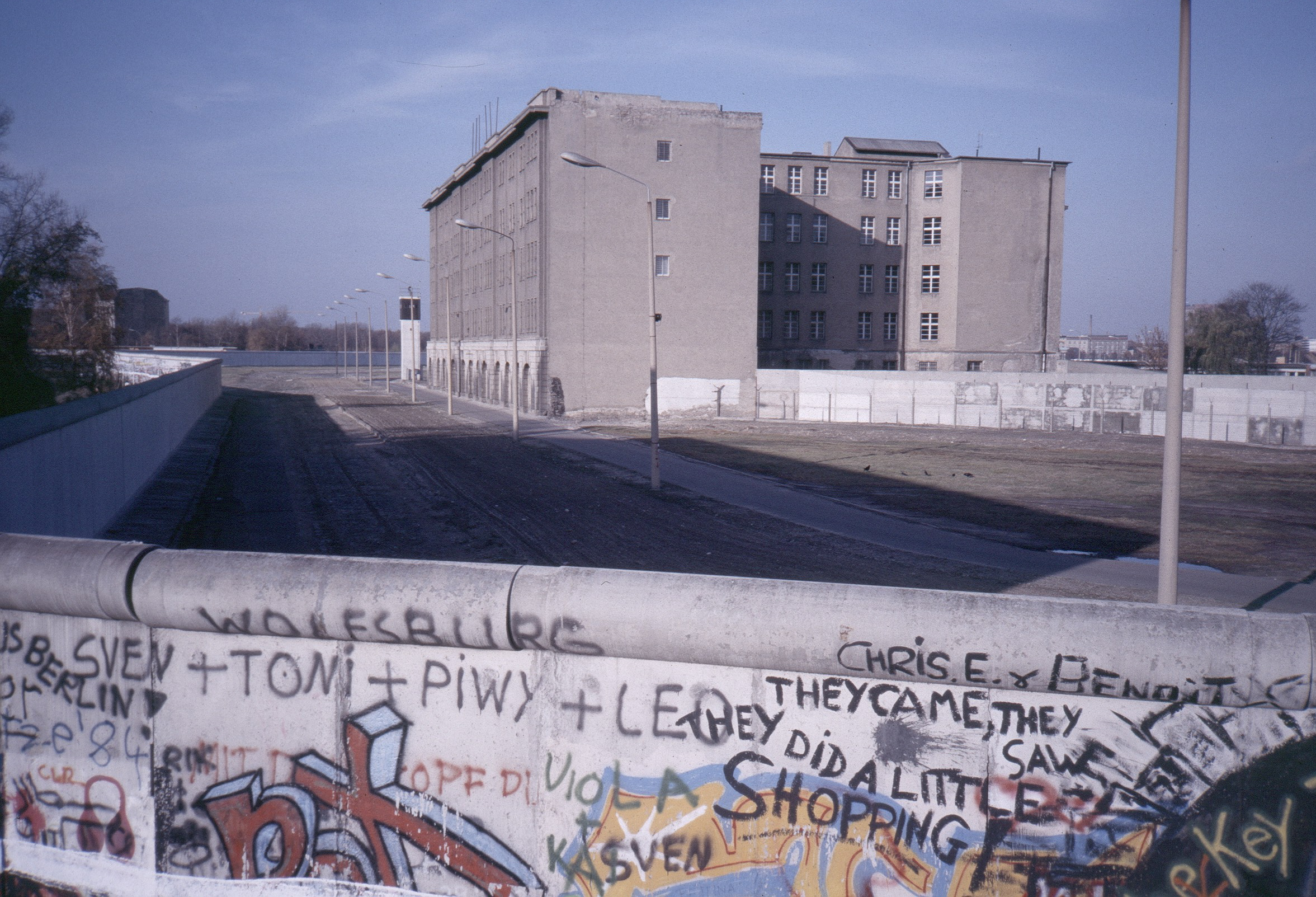
Im Text erwähnter Mauerabschnitt Berlin Stresemannstraße, 1986

Während der größte Teil des Albums “Heroes” entstand, indem Bowie spontan etwas zu der eingespielten Musik sang, schrieb er das Lied “Heroes” konventionell. Eno, Visconti und Bowie erarbeiteten acht Minuten Musik, die aus einer Akkordfolge entstand. Bowie schickte die anderen aus dem Studio, um den Text aufzuschreiben.
Der Text beschreibt die Begegnung und Beziehung eines Paares im Schatten der Berliner Mauer. Er wird aus der Sicht des Mannes erzählt und beginnt als konventionelle Liebesgeschichte. In der ersten Strophe betont er die Liebe, auch wenn es Gegner gibt: “We can beat them”, aber auch die Flüchtigkeit der Liebe: “We can be heroes just for one day”. Die zweite Strophe bleibt in der Innensicht und betont, dass die Liebe bedingungslos ist und auch durch unangenehme Verhaltensweisen – “You can be mean and I’ll drink all the time” – nicht eingeschränkt wird. Durch die dritte Strophe, die durch zwei längere Instrumentalteile vom Rest des Liedes getrennt wird, gewinnt es einen umfassenderen Charakter. Hier verlässt Bowie erstmals die direkt narrative Ebene und benutzt Symbolik: “I wish I could swim like Dolphins can swim”.
Darauf folgt noch einmal die erste Strophe, allerdings durch die Darstellung mit einer wesentlich höheren Eindringlichkeit. Die nächste Strophe schließlich verlegt die bisher relativ offene Geschichte an “the wall” und “guns shot above our heads”. Durch diese Strophe kommen politische Konnotationen ins Spiel. Die Dramatik steigt. Die Freiheit des schwimmenden Delphins kontrastiert mit der Eingeschlossenheit der Mauer, die flüchtige Gegenwart des Refrains “we could be heroes just for one day” kontrastiert mit der Endgültigkeit der Todesdrohung durch die Waffen. Die Überlegenheit liegt aber klar auf Seiten der Liebenden, denn: “Oh we can beat them, for ever and ever”, denn die Schande liegt auf der Seite der Waffenträger. Was als Liebesgeschichte beginnt, wird zur universalen Aussage über den Sieg der Gefühle und des Zusammenhalts über Repression und Waffen.
Das Bild von king und queen und die Refrainhalbzeile “just for one day” spielen auf das Prosagedicht Royauté aus Les Illuminations von Arthur Rimbaud an.
Der deutsche Text von “Heroes”/„Helden“, den Bowie in der Mitte des Liedes singt, stammt von Antonia Maaß. Auf eine spontane Idee von Visconti hin fuhr seine damalige Freundin Maaß nach Blonay, wo sich Bowie aufhielt. Ihr Englisch war nicht gut, und sie übersetzte das Lied in Worte, mit denen Bowie möglichst gut zurechtkam und versuchte, ihm die deutsche Aussprache beizubringen. Aufgrund seines Lebensstils dort, nach Maaß „ein total orgiastisches Leben“, bemühte sie sich jedoch, den Aufenthalt möglichst kurz zu halten, und sie kümmerte sich auch nicht um Tantiemen. Der deutsche Text weicht in einigen Punkten signifikant vom englischen Original ab und benutzt eher ungewöhnliche Konstruktionen. So wurde beispielsweise aus

“Standing, by the wall […] And the guns shot above our heads […] And the shame was on the other side”

„Die Mauer im Rücken so kalt […] Schüsse reißen die Luft […] die Scham fiel auf ihre Seite.“

## Besetzung

### Produktion
- Tony Visconti: Produzent
- David Bowie: Produzent
- Colin Thurston: Toningenieur

### Musiker
- David Bowie: Gesang, Piano, ARP Solina String Ensemble, Chamberlin, Perkussion
- Robert Fripp: Lead-Gitarre
- Carlos Alomar: Rhythmusgitarre
- George Murray: Bass
- Dennis Davis: Schlagzeug
- Brian Eno: Synthesizer, Analogsynthesizer (EMS VCS 3)
- Tony Visconti: Begleitgesang, Tamburin, Perkussion

## Video
Im Gegensatz zu der verwirrenden Audiokomposition war der Videoclip von Nick Ferguson eine einfache und sachliche Angelegenheit. Der Sänger wurde nur während des Singens von verschiedenen Kameras im Gegenlicht aufgenommen, die Technik erzeugte einen monotonen und nahezu silhouettenhaften Effekt.

## Veröffentlichung und Folgezeit

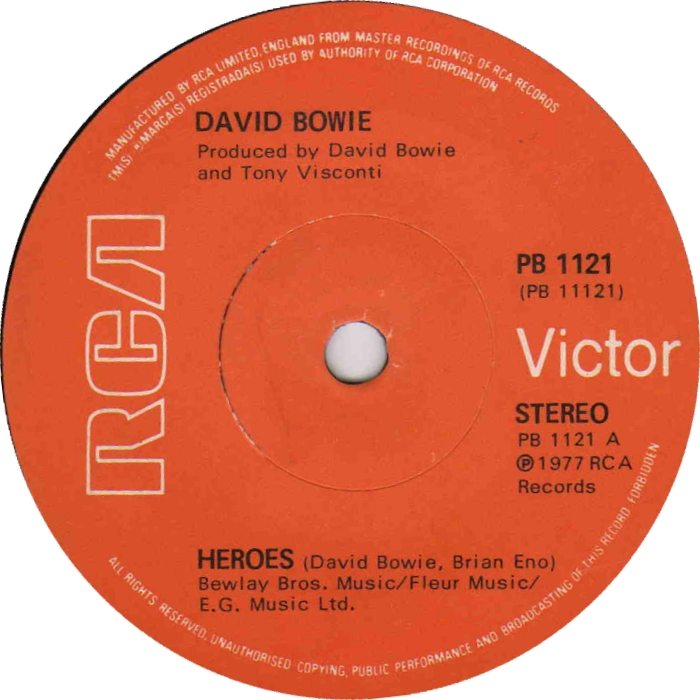
David Bowie – “Heroes” (Single, 1977)

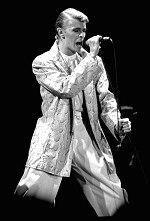
David Bowie, 1978

Die Plattenfirma kürzte den Song für die Singleveröffentlichung von sechs auf dreieinhalb Minuten, um ihn attraktiver für die Radioausstrahlung zu machen. Die ersten beiden Strophen und damit der langsame Aufbau und die schrittweise Ausweitung des Fokus fielen weg; die Singleversion setzte direkt mit den Delphinen ein.
Obwohl RCA erhebliche Werbemittel aufwandte und Bowie das erste Mal seit 1972 wieder bei Top of the Pops auftrat, brachte es das Lied nach Veröffentlichung am 14. Oktober 1977 in den UK Top 40 nur auf Platz 24; in den USA kam es nicht einmal in die Billboard Hot 100. Langfristig setzte es sich allerdings durch; erstes Zeichen dafür war, dass der Melody Maker das gleichnamige Album zum Album des Jahres kürte.
Bowie sang das Lied oft live, wobei insbesondere der Auftritt bei Live Aid 1985 dem Song den Durchbruch als Bowie-Hymne verschaffte. “Heroes” wurde in einer Vielzahl von Sprachen und Längen veröffentlicht. So existieren zweisprachige Fassungen in Englisch/Französisch und Englisch/Deutsch.

## Kultureller Einfluss
Insbesondere in Deutschland erfuhr der Song durch den Film Christiane F. – Wir Kinder vom Bahnhof Zoo von 1981 eine verstärkte Aufmerksamkeit. Christiane F. ist in dem Film ein Bowie-Fan, Bowie selbst kommt bei einem Konzertauftritt vor, der Soundtrack besteht aus Liedern der Berlin-Trilogie. “Heroes”/„Helden“ unterlegt eine bedeutende Actionszene im Film. Geschnitten wie in einem Musikvideo, sieht man eine Gruppe jugendlicher Junkies, wie sie Geld aus einem Lottohäuschen stehlen und sich dann eine Verfolgungsjagd mit der Polizei liefern.
Der Videospielentwickler EA Sports verwendete das Lied in der 1998 erschienenen Eishockey-Simulation NHL 99 als Soundtrack des Eröffnungsvideos.
Gecovert wurde die deutsche Version unter anderem von Apocalyptica zusammen mit Till Lindemann, von Nena, MIA, Letzte Instanz, Goethes Erben, Annett Louisan und dArtagnan.
Vodafone nutzte das Lied 2009 in einem Werbespot anlässlich der Eingliederung der Festnetztochter Arcor und einer damit verbundenen Änderung des Marketings. Das Lied wurde in diesem Falle von dem isländischen Rocksänger Ragnar Sólberg gesungen.
Peter Gabriel wählte “Heroes” für sein 2010 erschienenes Album Scratch My Back aus, auf dem er Coverversionen unterschiedlicher Interpreten versammelt. Er sang es am 9. November 2014 auf der Feier zum 25. Jahrestag des Mauerfalls am Brandenburger Tor.
In der ersten Folge der Fernsehshow The Voice of Germany wurde am 24. November 2011 eine zweisprachige Version, Heroes//Helden, von den Jurymitgliedern Nena, Xavier Naidoo, Rea Garvey und Alec Völkel/Sascha Vollmer (The BossHoss) gesungen. Das Lied wurde noch am selben Abend als Single veröffentlicht, es konnte sich in dieser Interpretation erstmals in den deutschen Singlecharts platzieren. Nach dem Tod Bowies im Januar 2016 stieg die Originalversion in die deutschen Charts ein.
In dem Film Vielleicht lieber morgen (2012) ist das Lied in einer Schlüsselszene zu hören und wird von den Protagonisten fortan als „Tunnelsong“ bezeichnet. Der eigentliche Titel wird nicht aufgelöst.
In dem Film Horns aus dem Jahr 2013 wird “Heroes” als Motiv der Sehnsucht des Protagonisten nach seiner ermordeten Freundin verwendet.
Kurz vor dem Tod von Lemmy Kilmister im Jahr 2015 nahm Motörhead das Lied auf. Diese Version erschien 2017 auf dem Album Under Cöver und wurde als offizielle Hymne für das Wacken Open Air 2018 ausgewählt.
Auch in der Serie Club der roten Bänder spielt das Lied eine Rolle. In der ersten Staffel hilft es, einen der Protagonisten aus dem Koma zu erwecken. In der zweiten Staffel wird “Heroes” für eine weitere Komapatientin verwendet, jedoch erwacht diese dadurch nicht.
Im Juni 2019 erschien eine Coverversion der Hollywood Vampires (Alice Cooper, Johnny Depp und Joe Perry) auf dem Album Rise; der Song wird von Johnny Depp gesungen.
In der Schlussszene des Oscar-prämierten Filmdramas Jojo Rabbit von 2019 tanzen die beiden Protagonisten des Films, der vormalige Hitlerjunge Johannes und die zuvor versteckte Jüdin Elsa, nach dem Ende des Krieges miteinander zu Heroes auf der Straße.

## Bestenlisten
Die Musikzeitschrift Rolling Stone wählte “Heroes” 2004 auf Platz 46 und 2021 auf Platz 23 der 500 besten Songs aller Zeiten. In der Aufstellung der 500 besten Songs des New Musical Express belegt er Platz 15. Pitchfork führt “Heroes” auf Platz 6 der 200 besten Songs der 1970er Jahre. Musikexpress wählte ihn auf Platz 8 der 100 besten Songs aller Zeiten. Das Magazin Time nahm “Heroes” in die Auswahl der 100 besten Songs auf.

## Kommerzieller Erfolg

### Chartplatzierungen
In Deutschland und Österreich platzierte sich Heroes erstmals nach Bowie Tod 2016 in den Charts.
| ChartsChartplatzierungen     | Höchstplatzierung | Wochen |
| ---------------------------- | ----------------- | ------ |
| Deutschland (GfK)            | 19 (2 Wo.)        | 2      |
| Österreich (Ö3)              | 14 (10 Wo.)       | 10     |
| Schweiz (IFPI)               | 17 (2 Wo.)        | 2      |
| Vereinigtes Königreich (OCC) | 12 (11 Wo.)       | 11     |

### Auszeichnungen für Musikverkäufe
| Land/Region                  | Auszeichnungen für Musikverkäufe (Land/Region, Auszeichnung, Verkäufe) | Verkäufe  |
| ---------------------------- | ---------------------------------------------------------------------- | --------- |
| Dänemark (IFPI)              | Gold                                                                   | 45.000    |
| Italien (FIMI)               | Gold                                                                   | 25.000    |
| Neuseeland (RMNZ)            | 2× Platin                                                              | 60.000    |
| Spanien (Promusicae)         | Platin                                                                 | 60.000    |
| Vereinigtes Königreich (BPI) | 2× Platin                                                              | 1.200.000 |
| Insgesamt                    | 2× Gold · 5× Platin ·                                                  | 1.390.000 |

Hauptartikel: David Bowie/Auszeichnungen für Musikverkäufe